# Fernando Robles (glumac)
Fernando Robles (15. kolovoza 1940.) meksički je glumac rođen u Portugalu.
Robles je najpoznatiji po ulogama u telenovelama zvanim Labirint strasti, Sin pecado concebido, La otra, Doña Flor y sus dos maridos i Amor dividido.

## Obitelj
Roblesova su djeca sinovi Fabián i Julián.